# Arwad
Arwad (arab. ‏أرواد‎, stgr. Ἄραδος) – miasto na wyspie nad Morzem Śródziemnym w Syrii, około 3 km od Tartusu. Współcześnie małe rybackie miasteczko (w spisie z 2004 roku liczyło 4403 mieszkańców), lecz początki jego istnienia sięgają starożytności. Było ono jednym z macierzystych osiedli i portów fenickich. Wspominają je listy z Tell el-Amarna. Wyspa była znana także jako Ruad.

## Historia
Miasto zostało założone w II tysiącleciu p.n.e. Według Ezechiela mieszkańcy Arwadu służyli królom Tyru jako wioślarze. W V wieku p.n.e. miasto było rządzone przez królów uznających zwierzchnictwo Persji.

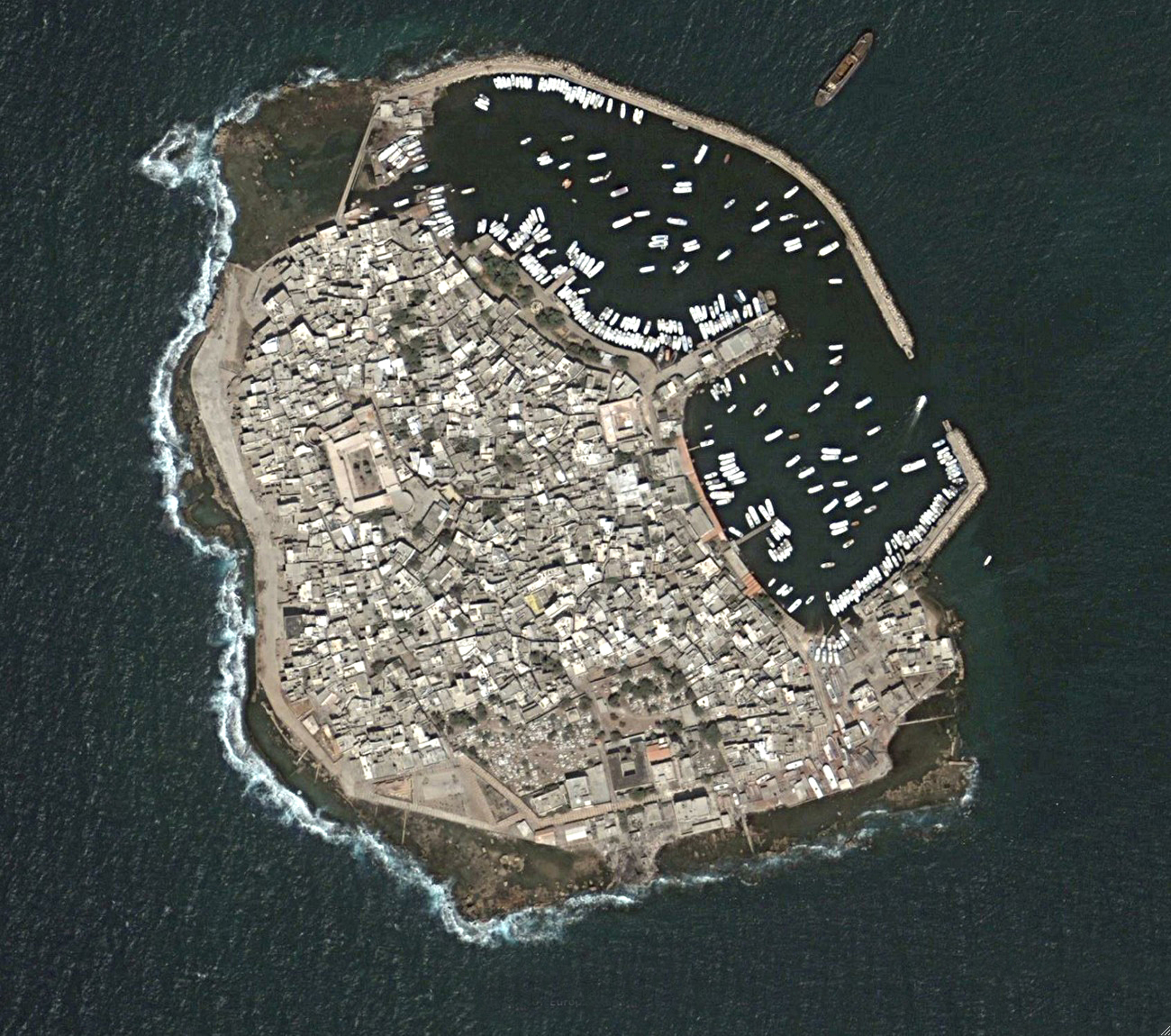
Widok satelitarny wyspy

Od zdobycia Akki oraz innych miast Franków w 1291 roku przez Mameluków aż po swój upadek w roku 1302, twierdza templariuszy na Arwad pozostawała ostatnią posiadłością krzyżowców w Ziemi Świętej.
Współcześnie Arwad ominęły walki wojny w Syrii, lecz związany z nią kryzys jak i pandemia COVID-19 znacznie ograniczyły dochody z turystyki.